# Letališče Liên Khương
Letališče Liên Khương (IATA kratica DLI, ICAO kratica VVDL) je javno letališče, ki se nahaja blizu mesta Da Lat v pokrajini Lam Dong v osrednjem Vietnamu.